# Eichen (Oppach)
Eichen (ⓘ), auch Oberoppach genannt (obersorbisch Hornja Wopaka), ist ein Ortsteil von Oppach.

## Geographie

### Lage

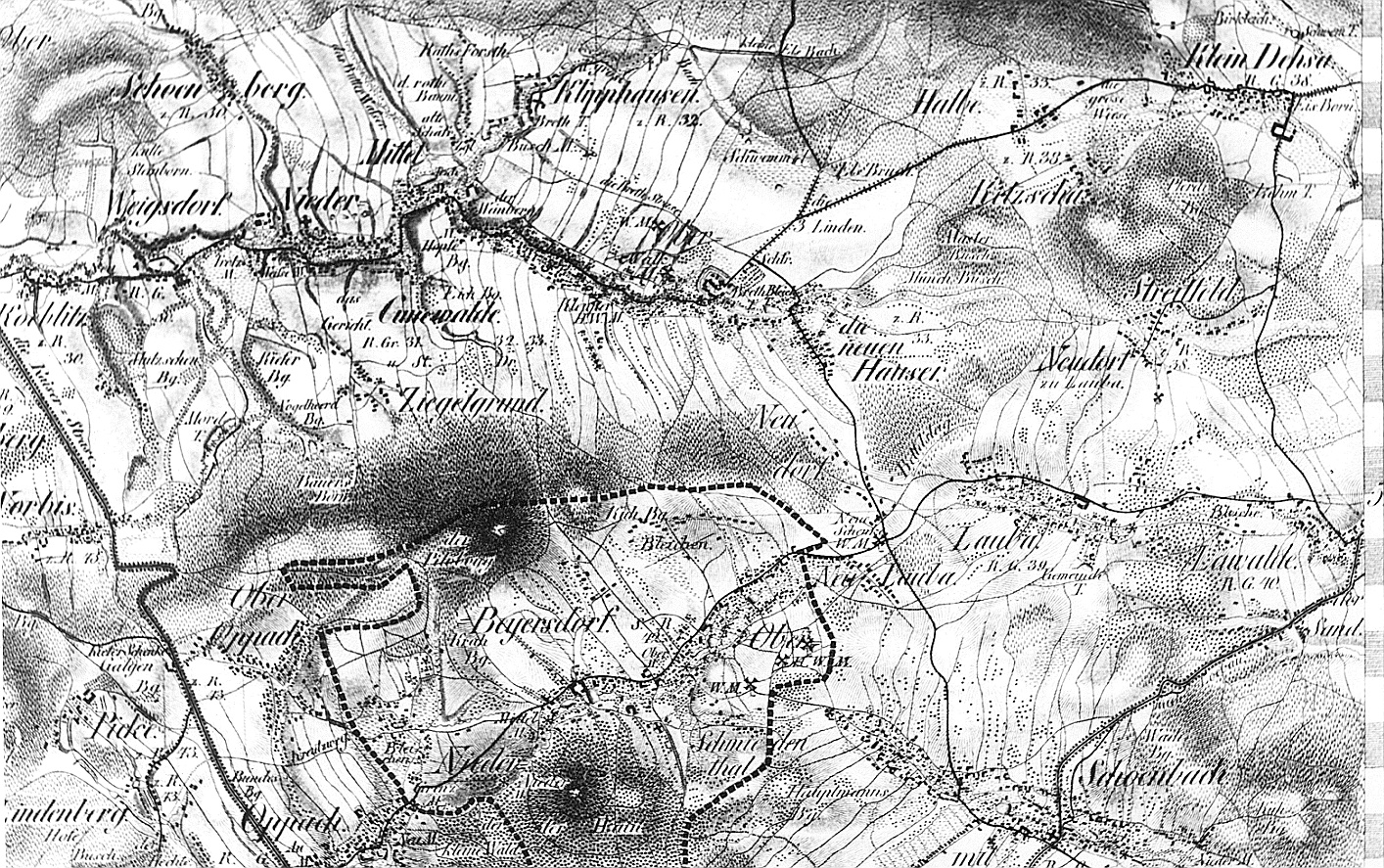
Karte von Oberreit mit Ober-Oppach von 1821–22

Die Häusergruppe in der Flur von Oppach erstreckt sich nördlich von Oppach im Tal des Oberoppacher Wassers hangaufwärts bis zum Waldrand am Südwestfuß des Bielebohs.
Verstreut stehen auch Häuser bis an die Bundesstraße 96. So bei der ehemaligen Schule Oberoppach und dem Straßengasthof Erntekranzbaude. (Als weitbekannter Gasthof an der heutigen Bundesstraße 96 geht der „Erntekranz“ auf einen Fuhrwerks-Rastplatz zurück, nach dem beschwerlichen Anstieg vom 1,5 Kilometer entfernt gelegenen Ort Wurbis herauf. Hier mündete ein alter Weg von Bischofswerda über Kirschau und Crostau in die „Kaiserstraße“ ein. Zeitweise war auch die Bezeichnung Kiefernschenke geläufig.)
Seit 1962 befindet sich am nördlich von Oberoppach gelegenen Waldrand versteckt eine Wochenendsiedlung.
Ein Quarzgang erstreckt sich am Wald des Bielebohgebietes entlang Richtung des Beiersdorfer Ortsteils Gebirge. Nach Osten wird der Ortsteil durch den Heidelberg abgeschirmt, der einen um 40 Meter ansteigenden Ausläufer des Bielebohs darstellt. Ihn bedecken teilweise sehr alte Streuobstwiesen, hauptsächlich aus Süßkirschen.
Eine Zeit lang wurde von drei Bleichereien im Ort das saubere Wasser aus dem Bielebohwald und die ebenen Wiesenflächen genutzt. Der Bleichteich erinnert noch an dieses alte Gewerbe.

### Nachbarorte
| Wurbis, Neuweigsdorf | Zieglertal                                  |         |
| Picka                | Kompassrose, die auf Nachbargemeinden zeigt | Gebirge |
| Lindenberg           | Oppach                                      | Gebirge |

## Ortsnamenformen
Im Volksmund hieß der Ortsteil anfänglich „de Eechen“ (die Eichen), der oberste Zipfel die „Hinterecke“. In der Karte von Oberreit von 1821/22 ist von „Ober Oppach“ zu lesen. Im Jahr 1875 lautete der Name „Oberoppach“.

### Einwohnerentwicklung
Oberoppach war eine der Exulantensiedlungen im Bereich der Staatsgrenze zu Tschechien. Hier siedelten sich um 1700 mehrere Protestanten aus dem damals böhmischen und damit katholischen Schirgiswalde an. Dafür hatte ihnen die Gutsherrschaft Baustellen im sogenannten Eichgrunde überlassen, wo auch ein Vorwerk angelegt worden war. Hans Heinrich Hensel war der erste bäuerliche Siedler. Bis zur Mitte des 18. Jahrhunderts standen bereits 14 Häuser in der Nähe des herrschaftlichen Vorwerks, das heute als Gasthaus noch erhalten ist. Im Jahr 1757 waren es noch 14, 1794 schon 41 und 1839 70 Häuser. Im Jahr 1896 zählte man 78 Anwesen, heute sind es über 80.
Beim Zensus vom 9. Mai 2011 bestand Eichen aus 83 Wohngebäuden, in denen 201 Personen lebten. Das Durchschnittsalter lag bei 49,8 Jahren.
| Jahr | Einwohner             |
| ---- | --------------------- |
| 1777 | 1 Gärtner, 25 Häusler |
| 1834 | 356                   |
| 1871 | 421                   |
| 1890 | 466                   |